# Сицув (гміна)
Гміна Сицув (пол. Gmina Syców) — місько-сільська гміна у південно-західній Польщі. Належить до Олесницького повіту Нижньосілезького воєводства.
Станом на 31 грудня 2011 у гміні проживало 16494 особи.

## Територія
Згідно з даними за 2007 рік площа гміни становила 144.79 км², у тому числі:
- орні землі: 62.00%
- ліси: 30.00%

Таким чином, площа гміни становить 13.79% площі повіту.

## Населення
Станом на 31 грудня 2011:
| Опис     | Загалом | Загалом | Чоловіки | Чоловіки | Жінки | Жінки |
| -------- | ------- | ------- | -------- | -------- | ----- | ----- |
| одиниця  | осіб    | %       | осіб     | %        | осіб  | %     |
| все      | 16494   | 100     | 8018     | 48.61    | 8476  | 51.39 |
| міське   | 10474   | 100     | 5016     | 47.89    | 5458  | 52.11 |
| сільське | 6020    | 100     | 3002     | 49.87    | 3018  | 50.13 |

## Сусідні гміни
Гміна Сицув межує з такими гмінами: Дзядова Клода, Кобиля Ґура, М'єндзибуж, Олесниця, Пежув, Твардоґура.